# 沈春和
沈春和，又名沈长福，绰号沈二，相声第二代传人，师从张三禄。他原本是评书艺人，后跟随朱绍文改说相声。因为沈春和在评书界辈份很高，所以朱绍文收他为代拉师弟（即代师傅收徒授艺）。沈春和共收徒五人，魏昆治、王有道、李长春、高闻元、裕二福。